# Maya Pedersen-Bieri
Maya Pedersen-Bieri (Spiez, 27 de noviembre de 1972) es una deportista suiza que compitió en skeleton.
Participó en tres Juegos Olímpicos de Invierno, obteniendo una medalla de oro en Turín 2006, en la prueba femenina, el quinto lugar en Salt Lake City 2002 y el noveno en Vancouver 2010.
Ganó cinco medallas en el Campeonato Mundial de Skeleton entre los años 2001 y 2009, y tres medallas en el Campeonato Mundial de Skeleton entre los años 2005 y 2009.

## Palmarés internacional
| Juegos Olímpicos   | Juegos Olímpicos             | Juegos Olímpicos  | Juegos Olímpicos |
| Año                | Lugar                        | Medalla           | Prueba           |
| ------------------ | ---------------------------- | ----------------- | ---------------- |
| 2006               | Turín (Italia)               | Medalla de oro    | Individual       |
| Campeonato Mundial |                              |                   |                  |
| Año                | Lugar                        | Medalla           | Prueba           |
| 2001               | Calgary (Canadá)             | Medalla de oro    | Individual       |
| 2005               | Calgary (Canadá)             | Medalla de oro    | Individual       |
| 2007               | Sankt Moritz (Suiza)         | Medalla de plata  | Individual       |
| 2007               | Sankt Moritz (Suiza)         | Medalla de bronce | Equipo mixto     |
| 2009               | Lake Placid (Estados Unidos) | Medalla de plata  | Equipo mixto     |
| Campeonato Europeo |                              |                   |                  |
| Año                | Lugar                        | Medalla           | Prueba           |
| 2005               | Altenberg (Alemania)         | Medalla de plata  | Individual       |
| 2006               | Sankt Moritz (Suiza)         | Medalla de oro    | Individual       |
| 2009               | Sankt Moritz (Suiza)         | Medalla de bronce | Individual       |